# Лодейщик
Лодейщик — деревня в Сокольском районе Вологодской области.
Входит в состав Пельшемского сельского поселения, с точки зрения административно-территориального деления — в Пельшемский сельсовет.
Расстояние по автодороге до районного центра Сокола — 47 км, до центра муниципального образования Марковского — 12 км. Ближайшие населённые пункты — Татауров Починок, Березов Починок, Верхняя Сторона.
По переписи 2002 года население — 1 человек.